# Cartão de beisebol

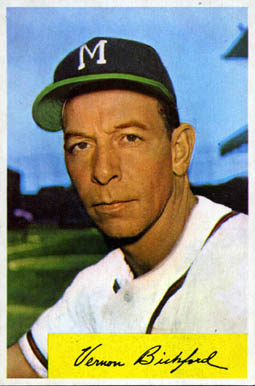
Um cartão de beisebol de 1954 com Vern Bickford que acompanhava embalagem de chicletes.

Um cartão de beisebol é um tipo de cromo relacionado ao beisebol, normalmente impresso em papelão, seda ou plástico. Estes cartões apresentam um ou mais jogadores de beisebol, times, estádios ou celebridades. Cartões são mais comumente encontrados nos Estados Unidos mas também são comuns em países como Canadá, Cuba e Japão, onde as principais ligas estão presentes com uma substancial base de fãs. Algumas companhias notáveis por fazer estes cartões incluem a Topps, Upper Deck e Panini. Antigos fabricantes incluem a Fleer (agora uma marca da Upper Deck), Bowman (uma marca da Topps), e Donruss (marca da Panini Group). Cartões de beisebol tem caído de valor desde os anos 1980 após a produção em massa de cartões e os cartões falsificados que começaram a aparecer. No entanto, os cartões de beisebol ainda são um dos colecionáveis mais influentes de todos os tempos.